# Bloomville (Ohio)
Bloomville es una villa ubicada en el condado de Seneca en el estado estadounidense de Ohio. En el Censo de 2010 tenía una población de 956 habitantes y una densidad poblacional de 612,13 personas por km².

## Geografía
Bloomville se encuentra ubicada en las coordenadas 41°3′5″N 83°0′49″O / 41.05139, -83.01361. Según la Oficina del Censo de los Estados Unidos, Bloomville tiene una superficie total de 1.56 km², de la cual 1.56 km² corresponden a tierra firme y (0%) 0 km² es agua.

## Demografía
Según el censo de 2010, había 956 personas residiendo en Bloomville. La densidad de población era de 612,13 hab./km². De los 956 habitantes, Bloomville estaba compuesto por el 97.38% blancos, el 0.21% eran afroamericanos, el 0.1% eran amerindios, el 0% eran asiáticos, el 0% eran isleños del Pacífico, el 0.73% eran de otras razas y el 1.57% pertenecían a dos o más razas. Del total de la población el 2.09% eran hispanos o latinos de cualquier raza.